# Hylaeus kuakea
Hylaeus kuakea är en biart som beskrevs av Karl N. Magnacca och Howell V. Daly 2003. Den ingår i släktet citronbin och familjen korttungebin. Inga underarter finns listade i Catalogue of Life. Arten är endemisk för Hawaii.

## Beskrivning
Endast hanar har påträffats. Hanen är ett litet, svart bi med en vinglängd på 4 mm, rökfärgade vingar och en vit ansiktsmask som omfattar clypeus och en smal remsa mellan ögonen.

## Utbredning
Hylaeus kuakea är endemisk för Oahu, en av öarna i Hawaii, där den lever i Waianaebergen. Arten är mycket sällsynt, endast fyra exemplar har påträffats.

## Ekologi
Arten, som är solitär, har påträffats i skogig bergsterräng. Denna typ av skog är en övergångsform mellan torr och fuktig skog som förekommer på mellan 500 och 1 000 meters höjd. Litet är känt om biets levnadsvillkor, men på grundval av vad som är känt om andra arter i undersläktet på Hawaii, betraktas arten som en viktig pollinatör av inhemska blommor, men undviker exotiska, införda blomväxter. Två av de funnena exemplaren påträffades på törelarten Euphorbia herbstii.
Honan antas bygga sina larvbon i naturliga håligheter i trädstammar. Alla andra honor i släktet lägger ett ägg i varje larvcell, som de dessförinnan har försett med näring i form av nektar och pollen. Därefter klär honan cellens väggar med ett sekret som stelnar till en cellofanliknande yta. Det antas därför att Hylaeus kuakea-honan gör på samma sätt.
På grund av artens extrema sällsynthet, och på grund av att den skogstyp den har påträffats i snabbt försvinner, har arten rödlistats som hotad (endangered) av US Fish and Wildlife Service.